# Comté de Colleton
Le comté de Colleton est l’un des 46 comtés de l’État de Caroline du Sud, aux États-Unis. Il a été fondé en 1798. Son siège est la ville de Walterboro. Selon le recensement de 2010, la population du comté est de 38 892 habitants.

## Démographie
| 1800   | 1810   | 1820   | 1830   | 1840   | 1850   |
| ------ | ------ | ------ | ------ | ------ | ------ |
| 24 903 | 26 359 | 26 404 | 27 256 | 25 548 | 39 505 |

| 1860   | 1870   | 1880   | 1890   | 1900   | 1910   |
| ------ | ------ | ------ | ------ | ------ | ------ |
| 41 916 | 25 410 | 38 386 | 40 293 | 33 452 | 35 390 |

| 1920   | 1930   | 1940   | 1950   | 1960   | 1970   |
| ------ | ------ | ------ | ------ | ------ | ------ |
| 29 897 | 25 821 | 26 268 | 28 242 | 27 816 | 27 622 |

| 1980   | 1990   | 2000   | 2010   | - | - |
| ------ | ------ | ------ | ------ | - | - |
| 31 776 | 34 377 | 38 264 | 38 892 | - | - |

## Géographie
Le comté a une superficie de 2 935 km², dont 2 736 km² de terre ferme. 